# Siège (militaire)
Pour les articles homonymes, voir Siège.

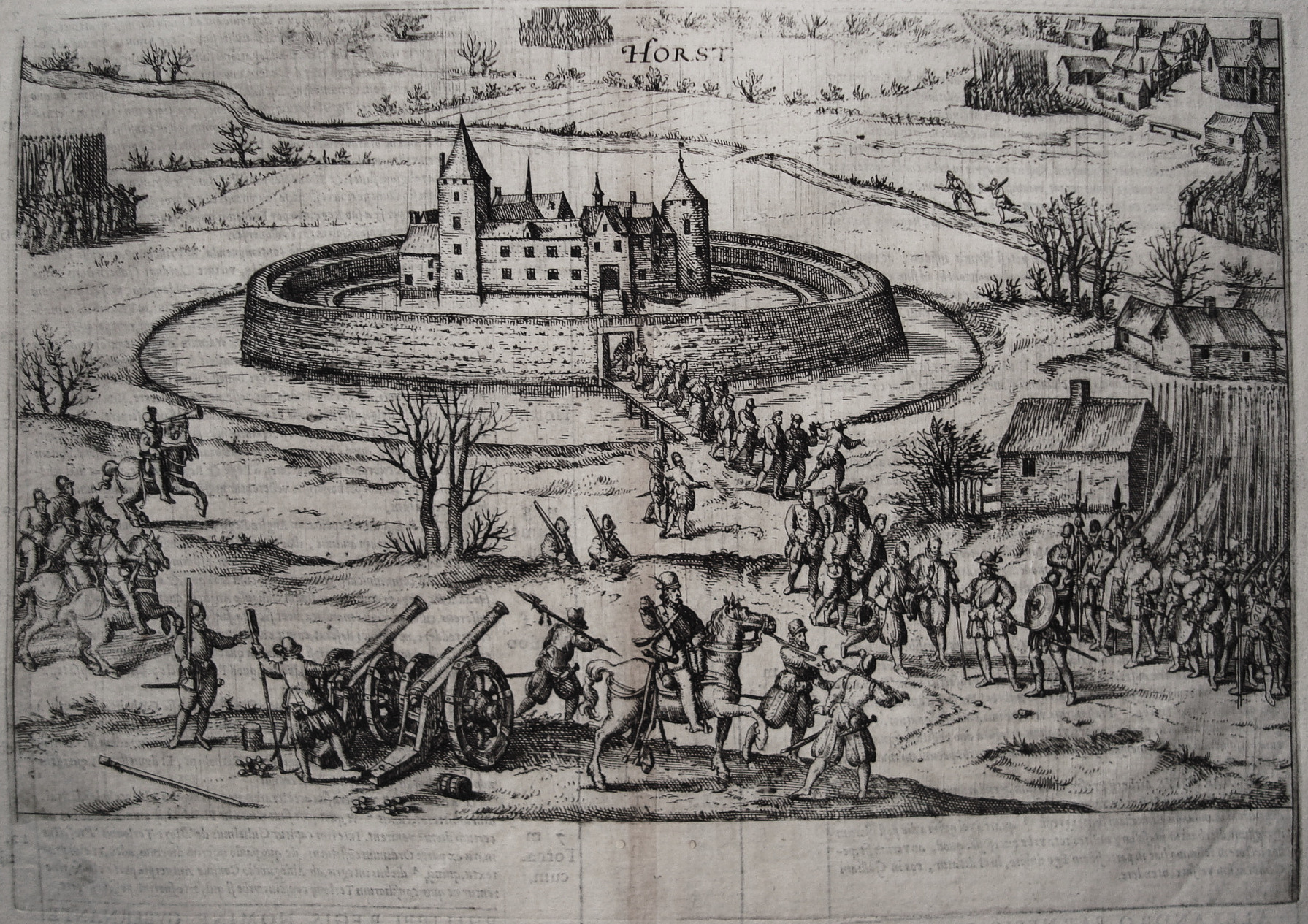
Le siège du château de Horst. Gravure de Frans Hogenberg (1590).

Un siège est, dans le domaine militaire, l’ensemble des actions menées en vue de s’emparer d’une place fortifiée ou d’une position ennemie.
Ces actions comprennent souvent un blocus, qui permet d’affaiblir la place en la coupant de tout soutien. L’objectif est d’obtenir sa reddition ou de réussir à briser ou percer ses défenses pour l'investir.
Ce qui est relatif aux sièges, ou aux villes assiégées, est dit obsidional.
La technique du siège se nomme la poliorcétique (du grec poliorketikos) et désigne l’art de mener un siège, ou de le contrer. Le terme s’applique donc à l'attaquant ou au défenseur du siège.

## Description
Un siège a lieu lorsqu’un assaillant rencontre une place fortifiée qui refuse la reddition, et qu’il ne peut la prendre facilement par un assaut direct. On effectue alors son encerclement, avec pour effet la coupure la plus complète des lignes d’approvisionnement de celle-ci puis la mise en œuvre de différentes techniques qui sont : l'échelade, la brèche avec l'aide des machines de siège, la sape, le creusement d'une mine.
Les sièges apparaissent probablement avec l’émergence des cités comme grands centres de population. Les cités antiques du Moyen-Orient montrent quelques restes archéologiques de fortifications.

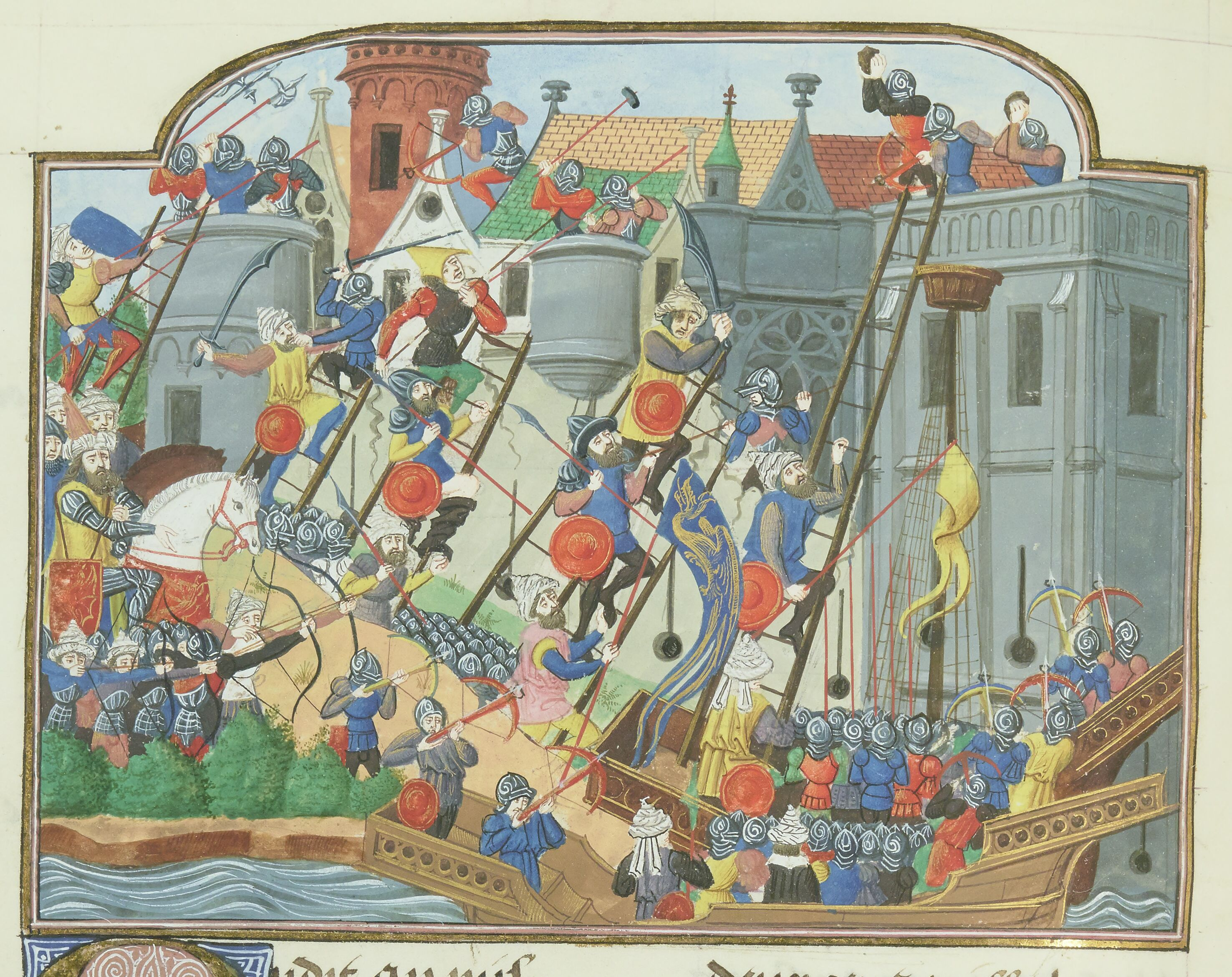
Cette représentation en miniature du siège de Constantinople en 1453 montre des assiégeants pratiquant l’échalade et des assiégés se défendant de différentes manières : lanceurs de pierre, soldats armés de hallebardes, d'épées, d'épieux, d'arcs et d'arbalètes.

Au Moyen Âge, les guerres sont souvent une succession de sièges et de courses (appelées « saillies », ces chevauchées dans la campagne visent à surprendre l'ennemi dans des escarmouches, des embuscades ou effectuer des razzias), la bataille rangée est plus rare. À la Renaissance et à l’époque moderne (XVIe – XVIIIe siècles), les sièges sont le trait dominant de la guerre en Europe.
Ensuite, lors des guerres de la Révolution française et des guerres napoléoniennes qui suivirent, l'usage grandissant de canons de plus en plus puissants réduit fortement la valeur des fortifications, mouvement qui s’accentue au XIXe siècle. Les murailles sont remplacées par des remparts, les tours de flanquement par des bastions. Au XXe siècle, la guerre de mouvement et la puissance de feu réduisant l’importance des fortifications, le siège classique disparaît. Ceci, bien que l'un des pionniers de la stratégie de guerre délaissant les murailles était Saladin, dès la fin du XIIe siècle, préférant détruire les murs d'enceinte des villes (re)conquises et les laisser expressément ainsi, à l'instar de Jérusalem notamment. Même aujourd’hui, les sièges qui ont encore lieu ne sont ni aussi importants ni aussi courants qu’autrefois, de par la facilité de concentrer une grande puissance destructrice sur un objectif statique. Un exemple de siège durant la Seconde Guerre mondiale a eu lieu durant la bataille de Bir Hakeim, en 1942, où des troupes de la France libre furent assiégées par des divisions de l'Afrikakorps. Toujours pendant la Seconde Guerre mondiale le siège de Sébastopol est un parfait exemple de l'usage de moyens de grande puissance de destruction avec le canon de 800 mm Dora (80 cm Kanone (E) Schwerer Gustav) et le mortier Karl de 600 mm.
Censé avoir duré 10 ans, le siège de la ville grecque de Troie, raconté par Homère dans l'Iliade, est souvent considéré, à tort, comme le plus long siège de l'Histoire. Le siège de Candie par les Ottomans de 1648 à 1669 serait toutefois le plus long.
Un siège peut s’achever de quatre manières :
- les assiégés résistent sans aide extérieure, et poussent l’assaillant à abandonner ;
- les assiégés sont secourus et le siège est levé ;
- les attaquants prennent le contrôle de la position, et les défenseurs peuvent partir (on dit que la ville a été évacuée) ;
- les assaillants investissent la ville et tuent ou capturent les défenseurs, on dit alors que la ville est prise.

## Techniques de siège

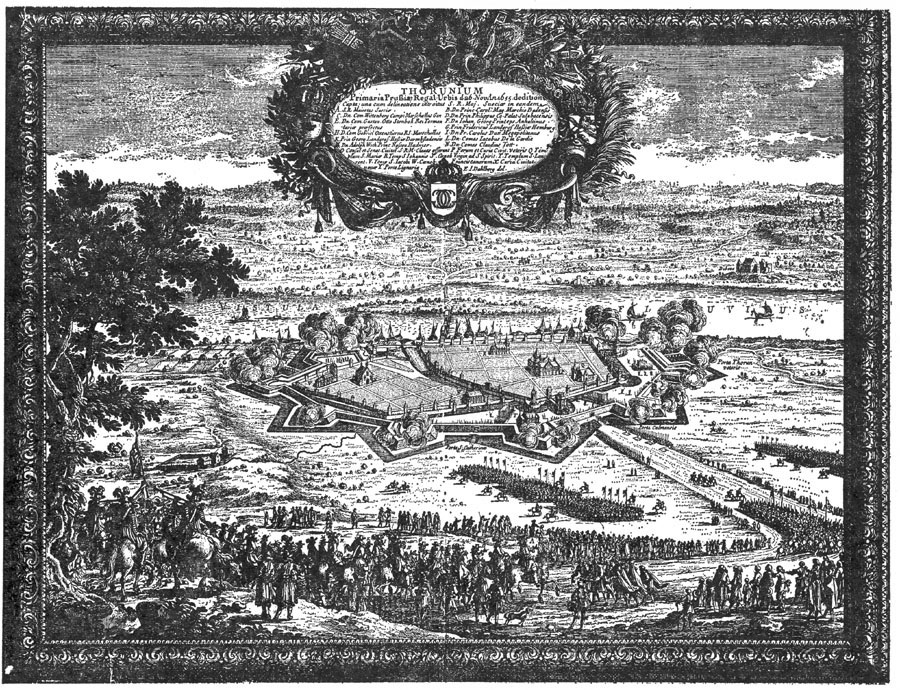
Siège de Toruń (1655).

Sommairement, un siège consiste à cerner totalement une place fortifiée afin d'empêcher toute entrée et toute sortie de cette dernière par des lignes de circonvallation, tranchées avec palissades et bastilles. On espère ainsi s'emparer du lieu par le temps plutôt que par la force, un assaut frontal contre un château fort étant extrêmement difficile et coûteux en vies humaines.
Mais le temps requis pour faire tomber une place manque souvent aux agresseurs. En effet, immobilisés par le siège, ils ne peuvent plus manœuvrer contre d'autres armées qui peuvent alors prendre l'initiative de forcer la levée du siège (en se concentrant) ou alors la liberté d'aller ravager les terres et villes ennemies. Donc pour retrouver sa disponibilité opérationnelle, il faut réduire la durée du siège :
- soit en limitant les possibilités de résistance interne :

1. En coupant tous ravitaillements possibles, comme la digue dans la rade de La Rochelle en 1625,
2. En limitant les conditions d'hygiène (charognes infestées de germes), en empoisonnant le cours d'eau qui alimente la place forte ou en y faisant entrer des provisions empoisonnées (quelques rares cas de fausses offensives alliées pour y introduire de la nourriture empoisonnée),
3. Par trahison, en payant des agents pour ouvrir la place, l'empoisonner ou l'espionner ou par la négociation afin d'obtenir la reddition de la place ;

- soit en évitant les fortifications adverses en vue de pouvoir monter un assaut :

1. En perçant une brèche dans les défenses (par mines ou sapes, par bélier, par l'artillerie à jet),
2. En passant par les fenêtres[3] et par-dessus les défenses et en contrôlant directement le cœur de la forteresse (par échelade ou plus récemment par les airs — attaque du Fort d'Ében-Émael).

## Les moyens

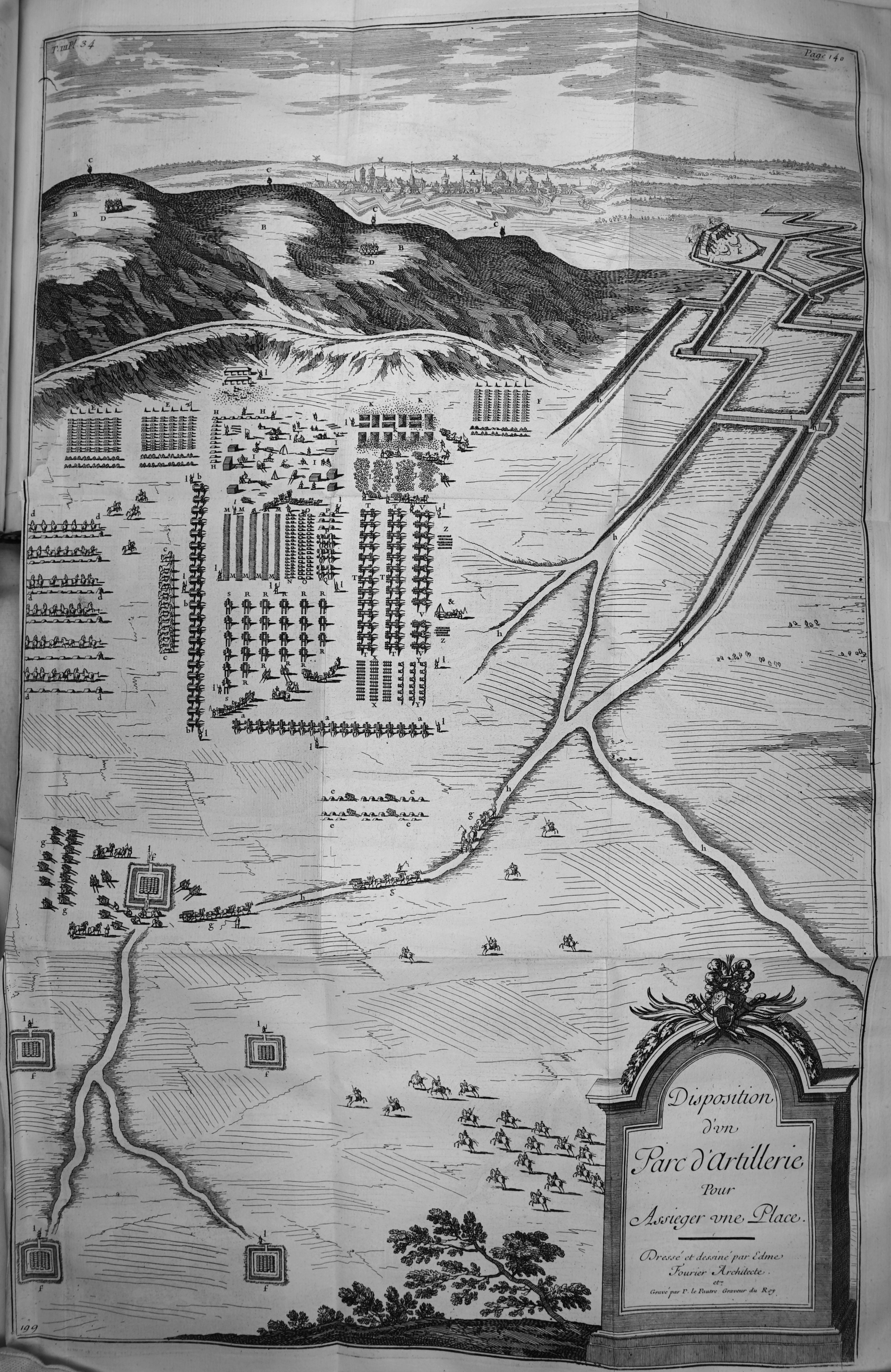
Déploiement de l'artillerie pour un siège in Mémoires d'artillerie… de Pierre Surirey de Saint-Remy, 1745.

- Les circonvallation et contrevallation romaines sont des enceintes élevées autour d'une place fortifiée, pour empêcher toute sortie des assiégés et toute offensive d'une armée de secours venant de l'extérieur. Cette technique fut mise en œuvre dès 52 av. J.-C. à la bataille d'Alésia par Jules César.
- Les mines et les sapes. La mine[4] est une technique qui se pratique, à l'abri et généralement imprévue, pour venir à bout d'une tour ou d'une muraille afin de saper sa base : on perçait sous-terre une galerie qui arrivait sous l'ouvrage. On bourrait alors l'espace de paille, de bois, puis on y mettait le feu. La chaleur faisait éclater pierres et mortier, provoquant l'effondrement des murs situés au-dessus. La sape a pour objet de détruire la base d'une courtine par des sapeurs ou un bélier protégés par une structure de bois et de peaux humides. Une fois la poudre noire importée en Europe, elle fut aussi utilisée à cette fin.
- L'artillerie à jet. Elle permet d'envoyer des projectiles sur ou par-dessus les murailles. Les assiégeants comme les assiégés peuvent envoyer des quartiers de roches, des boulets de pierre, de la chaux vive mais aussi des charognes ou des immondices dans l'espoir de propager des maladies (exemple de guerre biologique)[5]. Les topos hérités de l'historiographie romantique du XIXe siècle ayant renoncé à la critique de la littérature des chroniqueurs médiévaux, et repris dans les films de guerre se déroulant au Moyen Âge évoquent des jets de poix fondue (résine de pins et de sapins), d'eau bouillante ou d'huile bouillante mais ces ressources étaient trop rares ou précieuses pour être gaspillées[6]. Les engins de siège de ce type se décomposent en engins à ressort (grosses arbalètes, balistes ou catapultes…) et en engins à contrepoids (mangonneaux, pierrières ou trébuchet, etc.).
- Le bélier ou mouton : longue pièce de bois soulevée à bras d'homme ou suspendue sous une charpente mobile ou encore montée sur roues ; on vient frapper une porte ou un mur de façon à l'enfoncer. L'extrémité peut être protégée par une pièce de métal.
- Le beffroi : tour carrée de plusieurs étages construite en bois et roulant sur des madriers. Elle est protégée des traits enflammés par des peaux fraîches ou des mottes de terre garnies d'herbes.
- Le mantelet
- Le chat ou la chatte

## Le siège dans l’Antiquité
Bien qu’il y ait énormément de relations de mises à sac de villes durant l’Antiquité, très peu donnent des précisions sur ce qui a précédé la prise de la cité. Le siège le plus célèbre de l'Antiquité est celui de Troie, transmis notamment par Homère dans son Iliade. Pendant dix ans les Grecs se heurtent aux célèbres murs inexpugnables de la ville dressés par le roi Laomédon, qui déjà, s'était protégé contre un premier siège conduit alors par le fameux Héraclès. À cette époque reculée, vers le XIIIe ou le XIIe siècle av. J.-C., la poliorcétique paraît ne pas exister : Homère décrit les combats devant les murs de la cité, mais les Grecs ne semblent pas s'attaquer à ceux-ci. Le mythe veut que la ville n'ait été vaincue que grâce à la ruse d'Ulysse, le cheval de Troie. Une histoire similaire raconte comment la cité cananéenne de Jaffa fut prise par les Égyptiens au XVe siècle av. J.-C. (La prise de Joppa).
Le livre de Josué, dans la Bible, raconte le siège miraculeux de la ville de Jéricho. Un récit historique plus détaillé, du VIIIe siècle av. J.-C., appelé l’étoile de Piankhi, raconte comment les Nubiens assiégèrent de nombreuses villes égyptiennes, en employant des béliers, des archers, et en construisant des ponts rudimentaires de terre pour franchir les fossés.
- Personnages antiques dont le nom est resté attaché à la poliorcétique :
  - Énée le Tacticien est l'auteur d'une Poliorcétique (vers -356), premier traité technique sur le sujet[8] ;
  - toute une tradition de traités militaires a suivi, décrivant notamment de nombreuses armes de siège. L'ingénieur Philon d'Athènes par exemple publie lui aussi une Poliorcétique (aujourd'hui perdue) vers la fin du IVe siècle av. J.-C.[8] ;
  - Démétrios Ier de Macédoine (-336 - -283) : son surnom le Poliorcète lui a été attribué ironiquement par les habitants de Rhodes après l'échec du siège qu'il a mené contre leur cité ;
  - Philon de Byzance (approximativement -280 - -220 ; publie une Poliorcétique vers -225[8]) et Héron d'Alexandrie ;
  - Apollodore de Damas (entre 50 et 60 - vers 130) rédige également un traité de poliorcétique.

### Défense
Les murailles de cité et les fortifications étaient essentielles à la défense des premières cités du Moyen-Orient. Les murailles étaient construites en briques, ou en pierre, renforcées de poutres, selon l’abondance des deux derniers matériaux. Elles servaient à la fois à défendre la ville et à montrer la puissance du roi à d’éventuels ennemis possibles. Ainsi, les murailles de la cité de sumérienne d’Uruk étaient célèbres : elles atteignaient une longueur totale de 9,5 km, pour une hauteur de douze mètres, ce qui avait valu son nom à la ville (uruk signifie l'enclose). Les murailles de Babylone, renforcées de tours et de fossés, eurent une réputation similaire.
En Anatolie, les Hittites ont construit d’impressionnantes murailles de pierre tout autour de leurs villes, s’appuyant sur le relief. D’autres villes, comme celles de la civilisation de la vallée de l'Indus, ou de la civilisation minoenne en Crète, étaient moins élaborées : leur défense devaient être plus basée sur la protection des frontières ou des côtes que sur celle des villes.

### Tactiques de siège
Dès cette époque, la pratique la plus commune du siège consiste simplement à mettre le siège et attendre la reddition des ennemis encerclés. Le siège égyptien de Meggido au XVe siècle av. J.-C. dure sept mois avant que les habitants ne se rendent. Un siège des Hittites, au XIVe siècle av. J.-C., contre une cité rebelle d’Anatolie, s’achève quand la reine mère sort de la ville et implore la clémence pour son peuple.
Si la finalité des campagnes militaires n’était pas la conquête d’une ville en particulier, le siège pouvait simplement être négligé. Les Hittites, en guerre contre le Mitanni au XIVe siècle av. J.-C., ignorent la place forte de Karkemish et, une fois l’objectif atteint, reviennent à la ville et la prennent en huit jours. Le siège assyrien de Jérusalem, mieux connu, au VIIIe siècle av. J.-C., prend fin quand les Hébreux proposent de payer une rançon et un tribut, selon les sources assyriennes, ou lorsqu’une épidémie frappe le camp assyrien, selon la Bible.

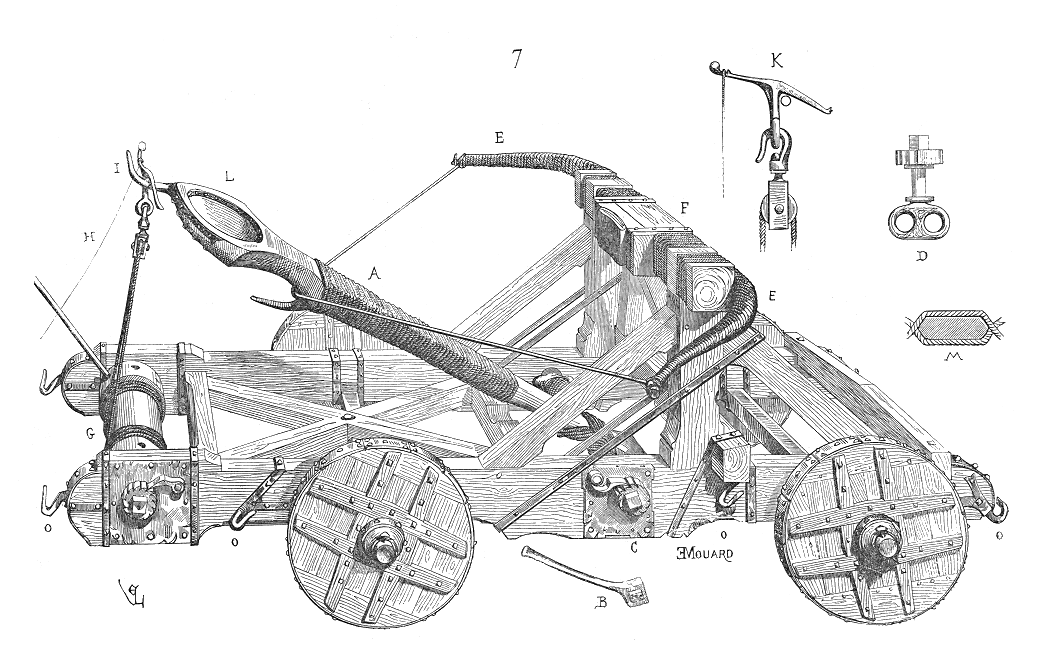
Catapulte, planche du Dictionnaire raisonné de l'architecture française du d'Eugène Viollet-le-Duc, 1856.

- Les machines de siège utilisées au Moyen Âge :
  - Baliste
  - Catapulte
  - Scorpion
  - Bélier
  - Tour de siège
  - Corbeau
  - Onagre

À cause des problèmes logistiques, les sièges importants, supposant une armée non négligeable, ne pouvaient être maintenus sur de longues durées.
- Liste de sièges célèbres de l'Antiquité :
  - Siège de Troie (XIIIe siècle av. J.-C.) ;
  - Siège de Carthage (149 av. J.-C.) ;
  - Siège d'Alésia (52 av. J.-C.) ;
  - Siège de Jérusalem  (70) ;
  - Siège et sac de Rome (410).

## Le siège à l’époque médiévale

### Défense
Dans l'Europe médiévale, plusieurs dispositifs défensifs ont été mis au point afin de ralentir l'assaut des forteresses. Par exemple, un ha-ha était constitué par un ensemble successif de marches et de traverses en bois escamotables. Placées à la base d'un escalier ou au niveau des paliers, elles pouvaient être retirées rapidement et gêner la progression des assaillants. Des ha-has sont encore visibles aux châteaux forts d'Ainay-le-Vieil dans l'Allier et de Joux en Franche-Comté.
Au château de Salses, datant de la fin du XVe siècle, les couloirs intérieurs, étroits et de faible hauteur, disposaient de marches et de linteaux destinés à déstabiliser les assaillants. À la queue leu-leu et têtes baissées, un carreau d'arbalète pouvait embrocher plusieurs soldats d'un seul trait. Le reste des assaillants devait alors évacuer leurs camarades morts afin de pouvoir reprendre l'assaut.
Les créneaux et meurtrières favorisent les tirs des défenseurs, leur permettant de s'abriter, et permettant aux défenseurs de viser sans courir de risques.
Il était aussi courant de creuser des souterrains pendant la construction de la place forte pour pouvoir soit fuir, soit ravitailler malgré le blocus (technique utilisée au Moyen Âge).

### Tactiques de siège

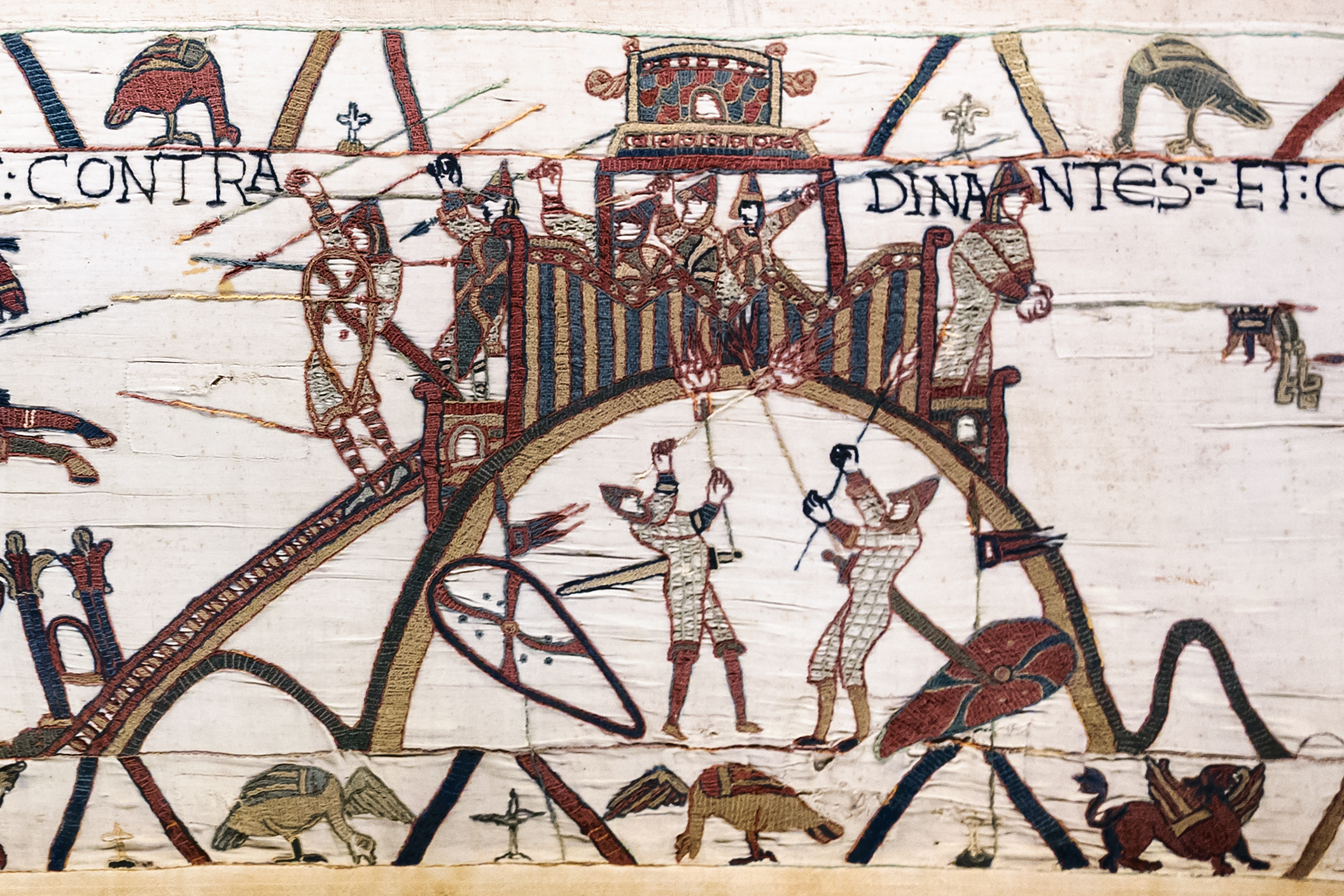
Siège d'une motte féodale, XIe siècle, Tapisserie de Bayeux

- La poliorcétique médiévale reprend en grande partie les techniques antiques : les tours mobiles, le chat et le bélier étaient déjà utilisés par les Grecs.
- Cependant, au XIe siècle, les techniques de siège se renouvellent ; au XIVe siècle, les débuts de l'artillerie changent profondément la construction des forts et des murailles : à partir de 1370-1380 se répandent les canons à boulets de pierre.
- À l'époque des mottes (Xe et XIe siècles), il était facile de détruire les forteresses de bois.
- Différentes techniques de siège (1100-1400) étaient utilisées conjointement :
  - Les assiégeants construisaient des lignes concentriques autour du château, constituées de palissades de bois de tours et de fossés. En 1203, le roi de France Philippe II fait aménager deux lignes de circonvallation autour de Château-Gaillard.
  - L'opération la plus délicate était le franchissement des fossés ; il fallait les combler sous le tir ennemi.
  - Tour de siège et beffrois : connus des Babyloniens, ces édifices en bois étaient mobiles et utilisables seulement sur terrain plat, sec et solide. Les tours étaient vulnérables aux projectiles enflammés. Elles étaient donc blindées par des plaques de fer ou un revêtement de cuir. En 885, les Danois en auraient utilisées dans le siège de Paris. Au XIe siècle, les opérations militaires des Croisés en Terre Sainte (siège de Jérusalem en 1099). La tour avait cinq fonctions principales :
    - abriter les assaillants ;
    - protéger l'action des sapeurs ;
    - porter haut les armes lourdes ;
    - donner aux arbalétriers un commandement efficace contre les défenseurs du château ;
    - donner un accès au chemin de ronde.

  - Chat : engin d'approche sur roue pour saper les bases de la muraille. On les appelait truie, taupe ou renard.
  - Bélier : utilisé dans le monde grec antique, il devait ébranler les murailles. Composé d'une tête de métal et d'une poutre en bois. Il était actionné par balancement grâce à des chaînes et des cordes. Le choc était peu efficace sur un mur de pierre. Des brèches ouvertes pouvaient ensuite être enflammées.
  - Escalade : technique très répandue au Moyen Âge, elle se faisait par des échelles. Les assaillants se protégeait sous des pavois. L'escalade était efficace à la suite d'une trahison, d'une attaque-surprise et d'un rapport numérique favorable.
  - Sape et mine : mine ou sape souterraine (rare) par creusement d'une galerie. Des poteaux de bois enduits de poix, de soufre, de bitume ou de cochon (souvent vivant) étaient introduits dans les brèches pour faire s'écrouler la courtine.

- Les machines de siège utilisées au Moyen Âge :
  - pierrière ;
  - bricole ;
  - Bélier ;
  - Couillard ;
  - Espringale ;
  - Mangonneau ;
  - trébuchet ;
  - Beffroi ;
  - Tonnelon ;
  - arbalète à tour ;
  - Artillerie (Bas Moyen Âge).

Contrairement à ce que l'on voit dans de nombreuses reconstitutions, la catapulte n'est plus utilisée au Moyen Âge. Inutilisable par temps humide (le ressort se détend), elle est de plus moins efficace qu'un mangonneau ou trébuchet ce qui explique son abandon au haut Moyen Âge. Au XIXe siècle, l'architecte Viollet-le-Duc, se fondant sur des ouvrages de la Renaissance représentant des catapultes antiques, croit qu'elle est encore utilisée au Moyen Âge. Depuis cette erreur se perpétue. La baliste antique, destinée à projeter des pierres, est également abandonnée au haut Moyen Âge pour les mêmes raisons.
- Liste de sièges célèbres du Moyen Âge :
  - Siège de Rome  (537-538) ;
  - Siège de Constantinople (717-718) ;
  - Siège de Paris (885-887) ;
  - Siège de Jérusalem (1099) ;
  - Siège de Béziers (1209) ;
  - Siège de Montségur (1243-1244) ;
  - Siège de Saint-Jean-d'Acre (1291) ;
  - Siège de Caffa (1346), à l'origine de la Peste noire en Europe ;
  - Siège d'Orléans (1428-1429);
  - Siège de Grenade (1491-1492) ;

### Le siège chez les Mongols
Au Moyen Âge, la campagne de conquête de l'Empire mongol mené par Gengis Khan et son armée contre la Chine fut extrêmement efficace, permettant aux mongols de conquérir de larges terres. Même s'ils ne pouvaient pénétrer les cités les plus fortifiées, ils usèrent de tactiques innovatrices pour contrôler les terres et leurs habitants :
« En se concentrant sur les forces armées, les places fortes devaient attendre. Bien sûr, les forteresses plus petites, ou celles plus faciles à surprendre, étaient conquises quand l'occasion se présentait. Ceci avait deux effets. Premièrement, la cité principale était coupée de toute communication avec les cités secondaires qui auraient pu lui venir en aide. Deuxièmement, les réfugiés venant des cités plus petites se sauvaient vers la dernière place forte. Les récits venant de ces cités et les foules de réfugiés sapaient le moral des habitants et de la garnison de la cité principale et, de plus, pesait lourdement sur ses provisions. Les réserves de vivres et d'eau étaient mises à rude épreuve par l'arrivée de tous ces réfugiés. Ainsi, une entreprise difficile devenait facile. Les Mongols étaient libres d'assiéger la cité sans interférence de la part des forces armées détruites précédemment… Au siège d'Alep, Hulegu utilisa vingt catapultes contre le Bab al-Iraq (La Porte de l'Iraq). Dans Jûzjânî il y a plusieurs épisodes dans lesquels les mongols construisirent plusieurs centaines d'engins de siège pour surpasser le nombre d'engins que possédait la ville assiégée. Bien que le cas de Jûzjânî il s'agisse d'exagérations, le nombre élevé, voire improbable, d'engins de siège utilisés par les Mongols et les assiégés donne une idée du large nombre utilisé lors d'un siège. »
— 
Une autre tactique mongole consistait à catapulter des cadavres de victimes de la peste dans les cités assiégées. Les poux porteurs de la maladie allaient ainsi infecter les habitants de la ville. La peste se propageait dans la ville et celle-ci pouvait être conquise, bien que le vecteur de la maladie ne fut pas connu à l'époque. Cela a été observé en 1346 lors du siège de Caffa.

## Le siège à l’époque moderne

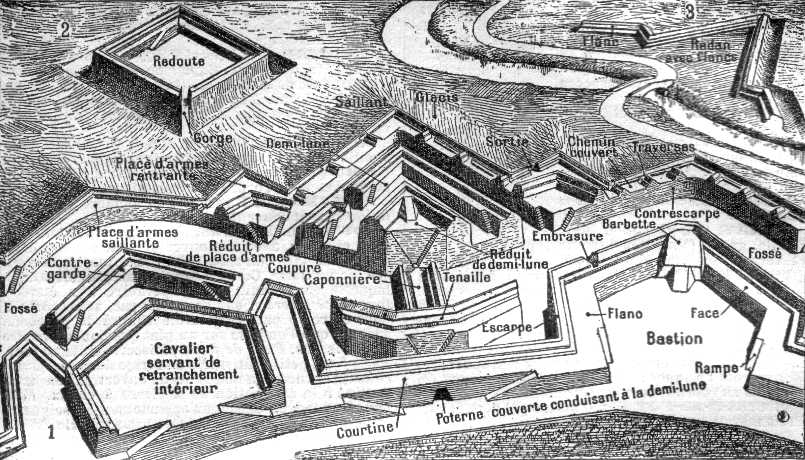
Système de fortification bastionnée

Les progrès de l'artillerie révolutionnent la guerre de siège : l'augmentation d'épaisseur des murailles ne suffit plus pour résister à l'impact cinétique d'un boulet métallique. Les succès de Charles VIII et François Ier qui prennent place sur place grâce à leurs canons montrent bien cet état de fait. Les ingénieurs italiens comme Francesco Paciotto d’Urbino ont donc inventé les fortifications bastionnées : les murailles deviennent très basses, obliques et précédées d'un fossé. L'assaillant qui ne peut plus attaquer frontalement au risque de se voir décimé par des tirs de mitraille approche les fortifications par des réseaux de tranchées.
En France, Jean Errard va améliorer les théories italiennes en y introduisant des considérations géométriques. En 1600, il formalise toutes ces nouvelles techniques dans un premier traité de fortification. Il y détermine les distances entre les ouvrages en fonction de la portée de l'arquebuse et préconise l'étagement des feux.
Antoine Deville et Blaise de Pagan poursuivent son œuvre, en particulier en introduisant l'usage de réduits, au sein des ouvrages, pour retarder leur chute en fournissant aux défenseurs une position de repli où ils peuvent se réfugier et bénéficier d'un avantage, au sein même de l'ouvrage. Le principe de l'échelonnement dans la profondeur est né, il va être perfectionné par leurs successeurs, dont Vauban.

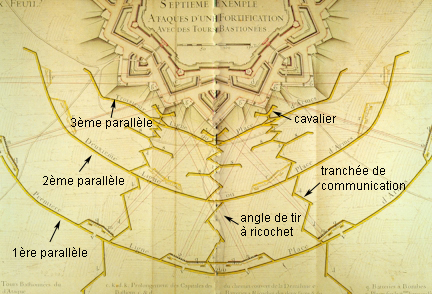
Codification des attaques des places fortes par Vauban. 3 tranchées parallèles reliées entre elles par des tranchées de communications en zigzag pour éviter les tirs en enfilade. La première parallèle est une place d'arme hors portée de tir des défenseurs permettant de résister à un assaut à revers, la deuxième contient l'artillerie, la troisième les sapeurs et les troupes d'assaut, enfin le cavaliers de tranchée situé à l'angle mort à la pointe du bastion ennemi est une élévation permettant de surplomber les défenseurs et de les déloger à la grenade.

Au XVIIe siècle, Vauban apporte trois innovations majeures décisives aux techniques d'attaque des places fortes :
- il codifie la technique d'approche en faisant creuser trois tranchées parallèles très fortifiées reliées entre elles par des tranchées de communications en ligne brisée pour éviter les tirs défensifs en enfilade. La première creusée hors de portée de canon et très fortifiée sert de place d'arme et prévient une attaque à revers par une armée de secours. La deuxième, à portée de tir permet d'aligner l'artillerie que l'on positionne vers un point de faiblesse des fortifications. La troisième, à proximité immédiate des fortifications permet le creusement d'une mine ou l'assaut si l'artillerie a permis d'ouvrir une brèche dans la muraille. Le retranchement doit être suffisant pour interdire une sortie des défenseurs[11] ;
- il a l'idée de disposer des levées de terre sur la tranchée immédiatement au contact des fortifications assiégées (très basses pour éviter les tirs d'artillerie), appelées «cavaliers de tranchées», permettant aux assaillants de dominer les positions de tir des assiégés afin de les refouler à la grenade vers le corps de place et de s'emparer du chemin couvert[12] ;
- en 1688, il invente le «tir à ricochet» : en disposant les pièces de manière à prendre en enfilade la batterie adverse située sur le bastion attaqué et en employant de petites charges de poudre, un boulet peut avoir plusieurs impacts et en rebondissant balayer d'un seul coup toute une ligne de défense au sommet d'un rempart, canons et servants à la fois[12].

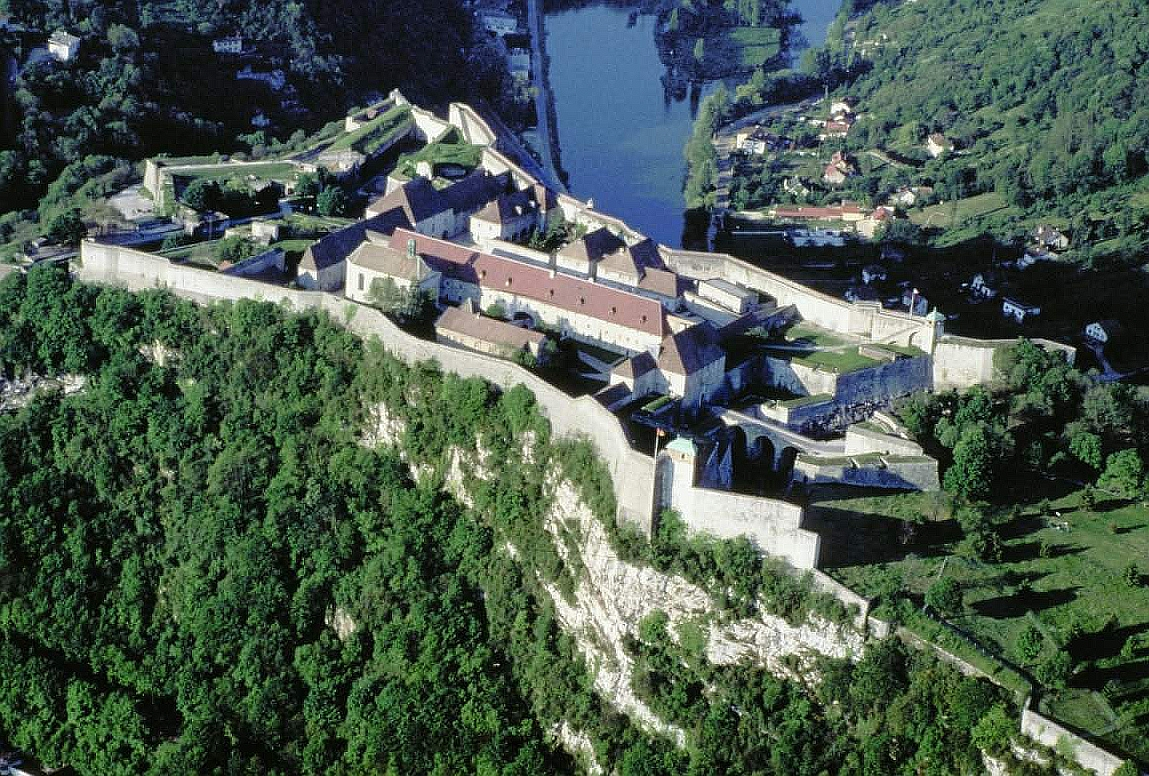
Citadelle de Besançon en Franche-Comté

Fort de son expérience de la poliorcétique, il conçoit ou améliore les fortifications de nombreuses villes et ports français, entre 1667 et 1707, travaux gigantesques permis par la richesse du pays. Il révolutionne aussi bien la défense des places fortes que leur capture. Il est l'artisan de la sanctuarisation des frontières de la France grâce à un réseau de places fortes pouvant se soutenir entre elles : Vauban a voulu faire de la France un « pré carré », selon son expression, protégé par une ceinture de citadelles. Il dote la France d'un glacis (« la ceinture de fer ») que les progrès de l'artillerie ne démodent qu'à la fin du XVIIIe siècle. Une de ses réalisations les plus connues est la citadelle de Besançon.
- Liste de sièges célèbres de l’époque moderne :
  - Siège de Malte (1565) ;
  - Siège de La Rochelle (1627-1628) ;
  - Siège de Candie (1648-1669) ;
  - Siège de Vienne (1683).

## Le siège à l'époque contemporaine
- Liste de sièges célèbres de l’époque contemporaine :
  - Siège de Fort Alamo (1836) ;
  - Siège de Sébastopol (1854-1855) ;
  - Siège de Paris (1870-1871) ;
  - Siège de Verdun (1916) ;
  - Siège de Leningrad (1942-1944) ;
  - Siège de Stalingrad (1942-1943) ;
  - Siège de Sarajevo (1992-1995).

### Ressource radiophonique
- Jean-Noël Jeanneney, « De Troie à Kobané, la poliorcétique » [audio], émission Concordance des temps (59 min), France Culture, 18 juillet 2015.